# نشان تورنتو
نشان سه‌بعدی تورنتو (انگلیسی: 3D Toronto sign) یا نشان تورنتو یک نشان منور سه‌بعدی در میدان نیتن فیلیپس شهر تورنتو در ایالت انتاریو کاناداست.